# Wenckheim-kormány

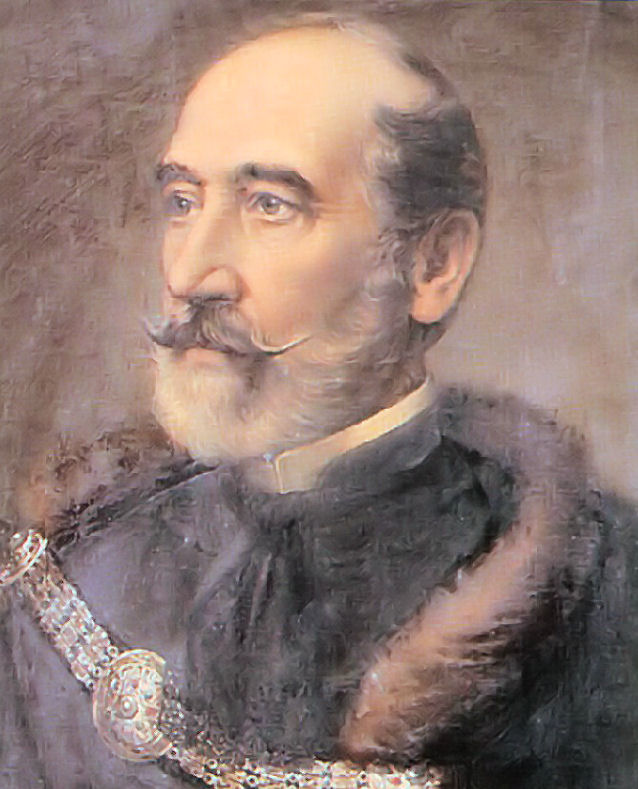
Wenckheim Béla

A Wenckheim-kormány a kiegyezés utáni ötödik kormány volt Wenckheim Béla vezetésével 1875. március 2-a és október 20-a között.

## Története
A Wenckheim-kabinet az 1875-ös választásokat követően alakult, amit a korábban ellenzéki Balközép Párt és a kiegyezés óta kormányzó Deák Párt egyesüléséből született Szabadelvű Párt nyert meg. Ennek értelmében az új párt (ami hivatalosan március 1-jén alakult és a klasszikus liberalizmus elve mentén szerveződött) adhatta a miniszterelnököt, aki a fúzió előtt Deák-párti Wenckheim Béla addigi király személye körüli miniszter lett. Ebbéli tisztségét kormányfőként is megtartotta.
Wenckheim és kormánya lemondásának „érdekessége”, hogy voltaképp le sem mondott, ugyanis a helyébe alakult Tisza Kálmán-kabinet kivétel nélkül ugyanazokból állt össze (ugyanazon posztokon), vagyis Tisza továbbvitte belügyminiszteri, míg Wenckheim a király személye körüli miniszteri tisztségét. Praktikusan szemlélve Wenckheim lemondásával a változás csupán annyi volt, hogy a kormány egyik tagjáról a másikra szállt a kormányfői szerepkör.

## A kormány tagjai
| Név                                                  | hivatal kezdete                                      | hivatal vége                                         | párt                                                 | megjegyzés                                           |
| Miniszterelnök és a király személye körüli miniszter | Miniszterelnök és a király személye körüli miniszter | Miniszterelnök és a király személye körüli miniszter | Miniszterelnök és a király személye körüli miniszter | Miniszterelnök és a király személye körüli miniszter |
| ---------------------------------------------------- | ---------------------------------------------------- | ---------------------------------------------------- | ---------------------------------------------------- | ---------------------------------------------------- |
| Wenckheim Béla                                       | 1875. március 2.                                     | 1875. október 20.                                    | Szabadelvű Párt                                      |                                                      |
| Belügyminiszter                                      |                                                      |                                                      |                                                      |                                                      |
| Tisza Kálmán                                         | 1875. március 2.                                     | 1875. október 20.                                    | Szabadelvű Párt                                      |                                                      |
| Pénzügyminiszter                                     |                                                      |                                                      |                                                      |                                                      |
| Széll Kálmán                                         | 1875. március 2.                                     | 1875. október 20.                                    | Szabadelvű Párt                                      |                                                      |
| Igazságügy-miniszter                                 |                                                      |                                                      |                                                      |                                                      |
| Perczel Béla                                         | 1875. március 2.                                     | 1875. október 20.                                    | Szabadelvű Párt                                      |                                                      |
| Honvédelmi miniszter                                 |                                                      |                                                      |                                                      |                                                      |
| Szende Béla                                          | 1875. március 2.                                     | 1875. október 20.                                    | pártonkívüli                                         |                                                      |
| Vallás- és közoktatásügyi miniszter                  |                                                      |                                                      |                                                      |                                                      |
| Trefort Ágoston                                      | 1875. március 2.                                     | 1875. október 20.                                    | Szabadelvű Párt                                      |                                                      |
| Földmívelés-, ipar-, és kereskedelemügyi miniszter   |                                                      |                                                      |                                                      |                                                      |
| Simonyi Lajos                                        | 1875. március 2.                                     | 1875. október 20.                                    | Szabadelvű Párt                                      |                                                      |
| Közmunka- és közlekedésügyi miniszter                |                                                      |                                                      |                                                      |                                                      |
| Péchy Tamás                                          | 1875. március 2.                                     | 1875. október 20.                                    | Szabadelvű Párt                                      |                                                      |
| Horvát–dalmát–szlavón tárca nélküli miniszter        |                                                      |                                                      |                                                      |                                                      |
| Pejacsevich Péter                                    | 1875. március 2.                                     | 1875. október 20.                                    | Szabadelvű Párt                                      |                                                      |